# Rheumaptera furcifascia
Rheumaptera furcifascia là một loài bướm đêm trong họ Geometridae.